# Wybrzeże Rupperta
Wybrzeże Rupperta (ang. Ruppert Coast) – część wybrzeża Ziemi Marii Byrd, pomiędzy Wybrzeżem Hobbsa a Saunders Coast.
Granice tego wybrzeża wyznaczają: od zachodu Brennan Point, a od wschodu Cape Burks, na którym leży rosyjska stacja polarna Russkaja. Nazwę nadał mu Richard Byrd, upamiętniając porucznika Jacoba Rupperta, który dokonał pierwszego zwiadu lotniczego w tej części wybrzeża Antarktydy podczas wyprawy w latach 1933-35. Dokładne mapy wybrzeża sporządzili pracownicy United States Geological Survey w latach 1959-65.